# Veldrijden in het seizoen 2019-2020
Het veldritseizoen 2019-2020 begon op 17 augustus 2019 met de Melbourne Grand Prix of Cyclo-Cross en eindigde op 23 februari 2020 met de Internationale Sluitingsprijs in Oostmalle, België.

## UCI ranking
De UCI ranking werd opgemaakt aan de hand van de resultaten van het afgelopen jaar. Bij elke nieuwe ranking werden de punten behaald sinds de vorige ranking erbij geteld en de punten die waren behaald tot dezelfde datum het jaar ervoor eraf gehaald. Het aantal punten dat gewonnen kon worden bij elke wedstrijd was afhankelijk van de wedstrijdcategorie. De startvolgorde in alle wedstrijden was afhankelijk van deze ranking: hoe hoger op de ranking, hoe verder vooraan de renner mocht starten.
De beste vijftig renners en rensters in de ranking waren startgerechtigd in de wereldbeker. Alle landen die minder dan acht startgerechtigde renners hadden, mochten hun team aanvullen tot acht renners.

### Puntenverdeling
| Cat. | Omschrijving                                          | 1e  | 2e  | 3e  | 4e  | 5e  | 6e  | 7e  | 8e  | 9e  | 10e |
| ---- | ----------------------------------------------------- | --- | --- | --- | --- | --- | --- | --- | --- | --- | --- |
| CM   | Wereldkampioenschap (Championnats du Monde)           | 400 | 360 | 320 | 280 | 240 | 200 | 190 | 180 | 170 | 160 |
| CDM  | Wereldbeker (Coupe du Monde)                          | 200 | 160 | 140 | 120 | 110 | 100 | 90  | 80  | 70  | 60  |
| CC   | Continentaal kampioenschap (Championnats Continental) | 100 | 60  | 40  | 30  | 25  | 20  | 17  | 15  | 12  | 10  |
| CN   | Nationaal kampioenschap (Championnat National)        | 100 | 60  | 40  | 30  | 25  | 20  | 15  | 10  | 5   | 3   |
| C1   | Wedstrijdcategorie 1                                  | 80  | 60  | 40  | 30  | 25  | 20  | 17  | 15  | 12  | 10  |
| C2   | Wedstrijdcategorie 2                                  | 40  | 30  | 20  | 15  | 10  | 8   | 6   | 4   | 2   | 1   |

Voor wedstrijden in de onderstaande categorieën werden alleen de beste uitslagen in aanmerking genomen.

1. voor de mannen elite en mannen beloften / vrouwen elite, vrouwen beloften en meisjes junioren:

000- Wedstrijdcategorie 1-evenementen: de beste 6 resultaten van elke renner;

000- Wedstrijdcategorie 2-evenementen: de beste 8 resultaten van elke renner.

2. voor belofte mannen, in aanvulling op punt 1:

000- mannen beloften wedstrijden van een klasse 1 of klasse 2 evenement: de beste 8 resultaten van elke renner;

000- mannen beloften UCI Wereldbeker wedstrijd: de beste 4 resultaten van elke renner.

3. voor jongens junioren:

000- jongens junioren wedstrijden van een klasse 1 of klasse 2 evenement: de beste 6 resultaten van elke renner;

000- jongens junioren UCI Wereldbekerwedstrijd: de beste 4 resultaten van elke renner.

### Eindstanden
De landenrankings per categorie werden opgemaakt door optelling van de punten die behaald werden door de eerste drie geklasseerde renners van elk land. In het geval dat landen gelijk stonden in de stand, was de plaats van hun beste renner in de individuele stand beslissend.

#### Mannen
| Plaats | Renner                 | Punten |
| ------ | ---------------------- | ------ |
| 1      | Mathieu van der Poel   | 2.320  |
| 2      | Toon Aerts             | 2.224  |
| 3      | Eli Iserbyt            | 2.103  |
| 4      | Laurens Sweeck         | 1.820  |
| 5      | Michael Vanthourenhout | 1.614  |
| 6      | Quinten Hermans        | 1.508  |
| 7      | Lars van der Haar      | 1.455  |
| 8      | Corné van Kessel       | 1.327  |
| 9      | Tom Pidcock            | 1.303  |
| 10     | Felipe Orts            | 1.131  |
| 11     | Tim Merlier            | 1.101  |
| 12     | Gianni Vermeersch      | 936    |
| 13     | Marcel Meisen          | 915    |
| 14     | Ryan Kamp              | 811    |
| 15     | Curtis White           | 781    |
| 16     | Thijs Aerts            | 761    |
| 17     | Joris Nieuwenhuis      | 758    |
| 18     | Kerry Werner           | 749    |
| 19     | Diether Sweeck         | 742    |
| 20     | Kevin Kuhn             | 736    |

| Plaats | Land                | Punten |
| ------ | ------------------- | ------ |
| 1      | België              | 6.147  |
| 2      | Nederland           | 5.102  |
| 3      | Spanje              | 2.148  |
| 4      | Verenigde Staten    | 2.098  |
| 5      | Zwitserland         | 1.867  |
| 6      | Verenigd Koninkrijk | 1.794  |
| 7      | Frankrijk           | 1.790  |
| 8      | Tsjechië            | 1.639  |
| 9      | Duitsland           | 1.279  |
| 10     | Italië              | 846    |
| 11     | Canada              | 753    |
| 12     | Japan               | 747    |
| 13     | Slowakije           | 446    |
| 14     | Australië           | 427    |
| 15     | Polen               | 322    |
| 16     | Oostenrijk          | 265    |
| 17     | Hongarije           | 260    |
| 18     | Zweden              | 235    |
| 19     | Luxemburg           | 226    |
| 20     | Roemenië            | 226    |

| Plaats | Land                | Punten |
| ------ | ------------------- | ------ |
| 1      | Verenigd Koninkrijk | 1.794  |
| 2      | Nederland           | 1.212  |
| 3      | Zwitserland         | 1.153  |
| 4      | Frankrijk           | 1.061  |
| 5      | Verenigde Staten    | 1.012  |
| 6      | België              | 955    |
| 7      | Italië              | 603    |
| 8      | Spanje              | 467    |
| 9      | Japan               | 458    |
| 10     | Tsjechië            | 292    |
| 11     | Canada              | 268    |
| 12     | Hongarije           | 260    |
| 13     | Noorwegen           | 200    |
| 14     | Australië           | 189    |
| 15     | Ierland             | 180    |
| 16     | Finland             | 160    |
| 17     | Estland             | 155    |
| 18     | Denemarken          | 140    |
| 19     | Chili               | 135    |
| 20     | Roemenië            | 134    |

| Plaats | Renner            | Punten |
| ------ | ----------------- | ------ |
| 1      | Thibau Nys        | 330    |
| 2      | Lennert Belmans   | 216    |
| 3      | Dario Lillo       | 212    |
| 4      | Emiel Verstrynge  | 169    |
| 5      | Jente Michels     | 162    |
| 6      | Andrew Strohmeyer | 157    |
| 7      | Tibor del Grosso  | 156    |
| 8      | Jan Zatloukal     | 150    |
| 9      | Marco Brenner     | 143    |
| 10     | Davide de Pretto  | 135    |

| Plaats | Land                | Punten |
| ------ | ------------------- | ------ |
| 1      | België              | 715    |
| 2      | Verenigde Staten    | 391    |
| 3      | Frankrijk           | 357    |
| 4      | Zwitserland         | 338    |
| 5      | Tsjechië            | 311    |
| 6      | Italië              | 294    |
| 7      | Nederland           | 280    |
| 8      | Spanje              | 280    |
| 9      | Duitsland           | 233    |
| 10     | Verenigd Koninkrijk | 233    |

#### Vrouwen
| Plaats | Renster                    | Punten |
| ------ | -------------------------- | ------ |
| 1      | Ceylin del Carmen Alvarado | 2.318  |
| 2      | Annemarie Worst            | 2.255  |
| 3      | Maghalie Rochette          | 1.482  |
| 4      | Lucinda Brand              | 1.480  |
| 5      | Yara Kastelijn             | 1.468  |
| 6      | Sanne Cant                 | 1.291  |
| 7      | Katherine Compton          | 1.248  |
| 8      | Kateřina Nash              | 1.158  |
| 9      | Inge van der Heijden       | 1.099  |
| 10     | Clara Honsinger            | 1.073  |
| 11     | Caroline Mani              | 1.060  |
| 12     | Lucía González             | 1.058  |
| 13     | Eva Lechner                | 1.022  |
| 14     | Anna Kay                   | 997    |
| 15     | Ellen Van Loy              | 962    |
| 16     | Rebecca Fahringer          | 948    |
| 17     | Manon Bakker               | 915    |
| 18     | Laura Verdonschot          | 901    |
| 19     | Pavla Havlíková            | 853    |
| 20     | Marion Norbert-Riberolle   | 851    |

| Plaats | Land                | Punten |
| ------ | ------------------- | ------ |
| 1      | Nederland           | 6.053  |
| 2      | Verenigde Staten    | 3.269  |
| 3      | België              | 3.154  |
| 4      | Frankrijk           | 2.486  |
| 5      | Canada              | 2.459  |
| 6      | Tsjechië            | 2.344  |
| 7      | Italië              | 2.338  |
| 8      | Verenigd Koninkrijk | 2.117  |
| 9      | Spanje              | 1.868  |
| 10     | Zwitserland         | 972    |
| 11     | Luxemburg           | 855    |
| 12     | Oostenrijk          | 730    |
| 13     | Slowakije           | 676    |
| 14     | Hongarije           | 668    |
| 15     | Japan               | 624    |
| 16     | Duitsland           | 575    |
| 17     | Estland             | 471    |
| 18     | Australië           | 366    |
| 19     | Polen               | 325    |
| 20     | Zweden              | 282    |

| Plaats | Land                | Punten |
| ------ | ------------------- | ------ |
| 1      | Nederland           | 4.332  |
| 2      | Verenigd Koninkrijk | 1.523  |
| 3      | Frankrijk           | 1.462  |
| 4      | Italië              | 1.205  |
| 5      | Verenigde Staten    | 984    |
| 6      | Canada              | 759    |
| 7      | Hongarije           | 668    |
| 8      | Zwitserland         | 646    |
| 9      | Tsjechië            | 597    |
| 10     | België              | 376    |
| 11     | Japan               | 346    |
| 12     | Spanje              | 344    |
| 13     | Slowakije           | 253    |
| 14     | Duitsland           | 228    |
| 15     | Portugal            | 200    |
| 16     | Finland             | 175    |
| 17     | Estland             | 175    |
| 18     | Luxemburg           | 173    |
| 19     | Denemarken          | 165    |
| 20     | Roemenië            | 130    |

#### Teams
| Plaats | Team                          | Punten |
| ------ | ----------------------------- | ------ |
| 1      | Telenet Baloise Lions         | 6.121  |
| 2      | Pauwels Sauzen-Bingoal        | 5.301  |
| 3      | Selle Italia-Guerciotti-Elite | 895    |
| 4      | Tarteletto-Isorex             | 847    |
| 5      | Team Podiocom                 | 701    |

## Kalender

### Klassementscrossen
Van de crossen van de drie grote klassementen (Wereldbeker, de Superprestige en DVV/Sack Zelfbouw) zullen er nooit twee op dezelfde dag verreden worden. Meestal zijn de crossen verspreid over weekenden, maar het komt voor dat een week(end) meerdere klassementscrossen bevat. De meeste top-crossers rijden in alle onderstaande klassementscrossen mee, waardoor het in sommige periodes/weekenden ("dubbele weekenden") extra druk kan zijn, vooral rondom de kerst en nieuwjaar.
| Week | Datum                                                                        | Cross 1                                                                      | (Datum)                                                                      | (Cross 2)                                                                    |
| ---- | ---------------------------------------------------------------------------- | ---------------------------------------------------------------------------- | ---------------------------------------------------------------------------- | ---------------------------------------------------------------------------- |
| 37   | 14 september (za)                                                            | Jingle Cross (Wereldbeker)                                                   |                                                                              |                                                                              |
| 38   | 22 september (zo)                                                            | Wereldbeker Waterloo (Wereldbeker)                                           |                                                                              |                                                                              |
| 39   |                                                                              |                                                                              |                                                                              |                                                                              |
| 40   |                                                                              |                                                                              |                                                                              |                                                                              |
| 41   | 13 oktober (zo)                                                              | Cyclocross Gieten (Superprestige)                                            |                                                                              |                                                                              |
| 42   | 19 oktober (za)                                                              | Niels Albert CX (Superprestige)                                              | 20 oktober (zo)                                                              | Cyclocross Bern (Wereldbeker)                                                |
| 43   | 27 oktober (zo)                                                              | Cyclocross Asper-Gavere (Superprestige)                                      |                                                                              |                                                                              |
| 44   | 1 november (vr)                                                              | Koppenbergcross (DVV/Sack Zelfbouw)                                          | 3 november (zo)                                                              | Cyclocross Ruddervoorde (Superprestige)                                      |
| 45   | Week(end) gereserveerd voor continentale kampioenschappen (9 en 10 november) | Week(end) gereserveerd voor continentale kampioenschappen (9 en 10 november) | Week(end) gereserveerd voor continentale kampioenschappen (9 en 10 november) | Week(end) gereserveerd voor continentale kampioenschappen (9 en 10 november) |
| 46   | 16 november (za)                                                             | Cyclocross Tábor (Wereldbeker)                                               | 17 november (zo)                                                             | Flandriencross (DVV/Sack Zelfbouw)                                           |
| 47   | 24 november (zo)                                                             | Duinencross (Wereldbeker)                                                    |                                                                              |                                                                              |
| 48   | 30 november (za)                                                             | Urban Cross (DVV/Sack Zelfbouw)                                              |                                                                              |                                                                              |
| 49   | 8 december (zo)                                                              | Cyclocross Zonhoven (Superprestige)                                          |                                                                              |                                                                              |
| 50   | 14 december (za)                                                             | GP Mario De Clercq (DVV/Sack Zelfbouw)                                       |                                                                              |                                                                              |
| 51   | 22 december (zo)                                                             | Citadelcross (Wereldbeker)                                                   |                                                                              |                                                                              |
| 52   | 26 december (do)                                                             | GP Eric De Vlaeminck (Wereldbeker)                                           | 27 december (vr)                                                             | Azencross (DVV/Sack Zelfbouw)                                                |
| 52   |                                                                              |                                                                              | 29 december (zo)                                                             | Cyclocross Diegem (Superprestige)                                            |
| 1    | 1 januari (wo)                                                               | GP Sven Nys (DVV/Sack Zelfbouw)                                              | 5 januari (zo)                                                               | Brussels Universities Cyclocross (DVV/Sack Zelfbouw)                         |
| 2    | Week(end) gereserveerd voor nationale kampioenschappen (11 en 12 januari)    | Week(end) gereserveerd voor nationale kampioenschappen (11 en 12 januari)    | Week(end) gereserveerd voor nationale kampioenschappen (11 en 12 januari)    | Week(end) gereserveerd voor nationale kampioenschappen (11 en 12 januari)    |
| 3    | 19 januari (zo)                                                              | Cyclocross Nommay (Wereldbeker)                                              |                                                                              |                                                                              |
| 4    | 26 januari (zo)                                                              | GP Adrie van der Poel (Wereldbeker)                                          |                                                                              |                                                                              |
| 5    | Week(end) gereserveerd voor wereldkampioenschappen (1 en 2 februari)         | Week(end) gereserveerd voor wereldkampioenschappen (1 en 2 februari)         | Week(end) gereserveerd voor wereldkampioenschappen (1 en 2 februari)         | Week(end) gereserveerd voor wereldkampioenschappen (1 en 2 februari)         |
| 6    | 8 februari (za)                                                              | Krawatencross (DVV/Sack Zelfbouw)                                            | 9 februari (zo)                                                              | Vlaamse Aardbeiencross (Superprestige)                                       |
| 7    | 15 februari (za)                                                             | Noordzeecross (Superprestige)                                                |                                                                              |                                                                              |

### Kalender per maand
De wereldbeker wordt weergegeven in vetgedrukte tekst, de belangrijkste regelmatigheidscriteriums in cursief gedrukte tekst.
Voor de wedstrijdcategorieën, zie UCI-wedstrijdcategorieën.

#### Augustus
| Datum | Cross                                             | Cat. | Winnaar mannen   | Winnaar vrouwen   |
| ----- | ------------------------------------------------- | ---- | ---------------- | ----------------- |
| 17    | Melbourne Grand Prix of Cyclo-Cross #1, Melbourne | C2   | Chris Jongewaard | Peta Mullens      |
| 18    | Melbourne Grand Prix of Cyclo-Cross #2, Melbourne | C2   | Chris Jongewaard | Peta Mullens      |
| 31    | Virginia's Blue Ridge GO Cross #1, Roanoke        | C2   | Curtis White     | Rebecca Fahringer |

#### September
| Datum | Cross                                              | Cat. | Winnaar mannen         | Winnaar vrouwen   |
| ----- | -------------------------------------------------- | ---- | ---------------------- | ----------------- |
| 1     | Qiansen trophy Aohan Station, Aohan County         | C1   | Yannick Peeters        | Joyce Vanderbeken |
| 1     | Virginia's Blue Ridge GO Cross #1, Roanoke         | C2   | Kerry Werner           | Caroline Mani     |
| 7     | Qiansen Trophy Fengfeng Station, Fengfeng          | C1   | Yannick Peeters        | Joyce Vanderbeken |
| 7     | Rochester Cyclo-cross #1, Rochester                | C1   | Vincent Baestaens      | Maghalie Rochette |
| 8     | Grote Prijs Stad Eeklo (Ethias Cross), Eeklo       | C2   | Laurens Sweeck         | Maud Kaptheijns   |
| 8     | Rochester Cyclo-cross #2, Rochester                | C1   | Curtis White           | Maghalie Rochette |
| 13    | Jingle Cross #1, Iowa City                         | C2   | Lander Loockx          | Jenn Jackson      |
| 14    | Jingle Cross #2 (Wereldbeker), Iowa City           | CDM  | Eli Iserbyt            | Maghalie Rochette |
| 15    | Jingle Cross #3, Iowa City                         | C1   | Gianni Vermeersch      | Maghalie Rochette |
| 20    | Trek Cup, Waterloo                                 | C2   | Laurens Sweeck         | Jolanda Neff      |
| 22    | Radcross Illnau, Illnau-Effretikon                 | C2   | Antoine Benoist        | Geerte Hoeke      |
| 22    | Cyclo-cross de Boulzicourt Ardennes, Boulzicourt   | C2   | Joshua Dubau           | Laura Verdonschot |
| 22    | Cyclocross Derby (National Trophy), Derby          | C2   | Thomas Mein            | Alicia Franck     |
| 22    | Waterloo (Wereldbeker), Waterloo                   | CDM  | Eli Iserbyt            | Kateřina Nash     |
| 28    | Cross Mladá Boleslav (TOI TOI Cup), Mladá Boleslav | C1   | Marcel Meisen          | Alicia Franck     |
| 28    | Chazal Cup Vittel, Vittel                          | C2   | David van der Poel     | Perrine Clauzel   |
| 29    | GP Poprad, Poprad                                  | C1   | Marcel Meisen          | Geerte Hoeke      |
| 29    | Canyon Cross Race, Vittel                          | C2   | Michael Vanthourenhout | Perrine Clauzel   |

#### Oktober
| Datum | Cross                                            | Cat. | Winnaar mannen         | Winnaar vrouwen            |
| ----- | ------------------------------------------------ | ---- | ---------------------- | -------------------------- |
| 5     | Cross Hlinsko (TOI TOI Cup), Hlinsko             | C2   | Braam Merlier          | Geerte Hoeke               |
| 5     | Berencross (Ethias Cross), Meulebeke             | C2   | Michael Vanthourenhout | Ceylin del Carmen Alvarado |
| 5     | FayetteCross #1, Fayetteville                    | C2   | Kerry Werner           | Maghalie Rochette          |
| 6     | Grand Prix Raková Raková                         | C2   | Braam Merlier          | Geerte Hoeke               |
| 6     | Cross Aigle (EKZ CrossTour), Aigle               | C1   | Vincent Baestaens      | Perrine Clauzel            |
| 6     | GP Pelt (Rectavit Series), Pelt                  | C2   | Laurens Sweeck         | Ceylin del Carmen Alvarado |
| 6     | Cross Milnthorpe (National Trophy), Milnthorpe   | C2   | Ian Field              | Harriet Harnden            |
| 6     | FayetteCross #2, Fayetteville                    | C2   | Curtis White           | Clara Honsinger            |
| 12    | Cross Holé Vrchy (TOI TOI Cup), Holé Vrchy       | C2   | Michael Boroš          | Pavla Havlíková            |
| 12    | Poldercross (Ethias Cross), Kruibeke             | C2   | Eli Iserbyt            | Annemarie Worst            |
| 12    | Charm City Cross #1, Baltimore                   | C2   | Kerry Werner           | Rebecca Fahringer          |
| 12    | US Open of Cyclocross #1, Boulder City           | C2   | Lance Haidet           | Katherine Compton          |
| 13    | Grand Prix Trnava, Trnava                        | C2   | Lander Loockx          | Pavla Havlíková            |
| 13    | Cyclocross Gieten (Superprestige), Gieten        | C1   | Eli Iserbyt            | Ceylin del Carmen Alvarado |
| 13    | Internationales Radquer Steinmaur, Steinmaur     | C2   | Loris Rouiller         | Zina Barhoumi              |
| 13    | Cross La Mézière (Coupe de France) , La Mézière  | C2   | Antoine Benoist        | Perrine Clauzel            |
| 13    | Charm City Cross #2, Baltimore                   | C2   | Curtis White           | Rebecca Fahringer          |
| 13    | US Open of Cyclocross #2, Boulder City           | C2   | Eric Brunner           | Clara Honsinger            |
| 14    | Ibaraki Cyclo-cross Toride Stage, Nakauchi       | C2   | afgelast               | afgelast                   |
| 17    | Kermiscross, Ardooie                             | C2   | Gianni Vermeersch      | Kim Van de Steene          |
| 19    | CX Täby Park, Täby                               | C2   | Wietse Bosmans         | Suzanne Verhoeven          |
| 19    | Niels Albert CX (Superprestige), Boom            | C2   | Toon Aerts             | Alice Maria Arzuffi        |
| 19    | DCCX #1, Washington DC                           | C2   | Kerry Werner           | Rebecca Fahringer          |
| 20    | Cyclocross Bern (Wereldbeker), Bern              | CDM  | Eli Iserbyt            | Annemarie Worst            |
| 20    | Il Melo Cup, Cles                                | C2   | Cristian Cominelli     | Asia Zontone               |
| 20    | Stockholm cyclocross, Stockholm                  | C2   | Wietse Bosmans         | Suzanne Verhoeven          |
| 20    | Tage des Querfeldeinsports, Ternitz              | C2   | Emil Hekele            | Nikola Bajgerová           |
| 20    | DCCX #2, Washington DC                           | C2   | Stephen Hyde           | Rebecca Fahringer          |
| 22    | Nacht van Woerden, Woerden                       | C2   | Lars van der Haar      | Maud Kaptheijns            |
| 26    | Grand Prix Podbrezová, Podbrezová                | C1   | Jim Aernouts           | Pavla Havlíková            |
| 26    | Cross Beringen (Ethias Cross), Beringen          | C2   | Quinten Hermans        | Annemarie Worst            |
| 26    | Cross Llodio, Llodio                             | C1   | Felipe Orts            | Lucía González             |
| 26    | Cincinnati Cyclocross - Kingswood Park #1, Mason | C1   | Kerry Werner           | Maghalie Rochette          |
| 27    | Sagae Round Tohoku CX Series, Sagae              | C2   | Hijiri Oda             | Miyoko Karami              |
| 27    | Grand Prix Topoľčianky, Topoľčianky              | C1   | Jim Aernouts           | Pavla Havlíková            |
| 27    | Munich Super Cross, München                      | C1   | Loris Rouiller         | Aniek van Alphen           |
| 27    | Cyclocross Asper-Gavere (Superprestige), Gavere  | C1   | Eli Iserbyt            | Yara Kastelijn             |
| 27    | Grand-Prix de la Commune de Contern, Contern     | C2   | Thijs Aerts            | Shirin van Anrooij         |
| 27    | Cross Irvine (National Trophy), Irvine           | C2   | Gosse van der Meer     | Katie Scott                |
| 27    | Cross Elorrio, Elorrio                           | C1   | Felipe Orts            | Lucía González             |
| 27    | Cincinnati Cyclocross - Kingswood Park #2, Mason | C2   | Curtis White           | Maghalie Rochette          |
| 27    | HPCX, Jamesburg                                  | C2   | Merwin Davis           | Regina Legge               |
| 28    | Cross Slany (TOI TOI Cup), Slaný                 | C1   | Vincent Baestaens      | Pavla Havlíková            |

#### November
| Datum | Cross                                                                    | Cat. | Winnaar mannen       | Winnaar vrouwen            |
| ----- | ------------------------------------------------------------------------ | ---- | -------------------- | -------------------------- |
| 1     | Koppenbergcross (DVV/Sack Zelfbouw), Oudenaarde                          | C1   | Eli Iserbyt          | Yara Kastelijn             |
| 1     | GP Citta Di Jesolo, Jesolo                                               | C2   | Cristian Cominelli   | Sara Casasola              |
| 1     | Gran Premi Les Franqueses, Les Franqueses del Vallès                     | C2   | Felipe Orts          | Lucía González             |
| 2     | Ciclocross Manlleu, Manlleu                                              | C2   | Felipe Orts          | Lucía González             |
| 2     | Really Rad Festival of Cyclocross #1, Falmouth                           | C2   | Curtis White         | Katie Clouse               |
| 3     | Yowamushi-Pedal Makuhari Cross p/b Champion System, Chiba                | C2   | Hijiri Oda           | Rina Matsumoto             |
| 3     | November Cross, Micăsasa                                                 | C2   | Emil Hekele          | Tereza Kurnická            |
| 3     | Cyclocross Ruddervoorde (Superprestige), Ruddervoorde                    | C1   | Mathieu van der Poel | Ceylin del Carmen Alvarado |
| 3     | Cross Andrezieux-Boutheon (Coupe de France) Andrezieux-Boutheon          | C2   | Steve Chainel        | Olivia Onesti              |
| 3     | Gran Premi Internacional Ciutat de Vic, Vic                              | C2   | Felipe Orts          | Lucía González             |
| 3     | PTBOCX, Peterborough                                                     | C2   | Michael van den Ham  | Jenn Jackson               |
| 3     | Really Rad Festival of Cyclocross #2, Falmouth                           | C2   | Curtis White         | Rebecca Fahringer          |
| 9     | Silver Goose Cyclocross Festival, Midland                                | C2   | Stephen Hyde         | Maghalie Rochette          |
| 9     | The Northampton International #1, Northampton                            | C2   | Tobin Ortenblad      | Caroline Nolan             |
| 10    | Cross Karrantza, Karrantza                                               | C2   | Kevin Suárez         | Aida Nuño Palacio          |
| 10    | Cross Crawley (National Trophy), Crawley                                 | C2   | Thijs Aerts          | Bethany Crumpton           |
| 10    | Europese kampioenschappen, Silvelle di Trebaseleghe                      | CC   | Mathieu van der Poel | Yara Kastelijn             |
| 10    | Pan-Amerikaanse kampioenschappen, Midland                                | CC   | Kerry Werner         | Maghalie Rochette          |
| 10    | The Northampton International #2, Northampton                            | C2   | Tobin Ortenblad      | Caroline Nolan             |
| 11    | Jaarmarktcross (Rectavit Series), Niel                                   | C1   | Mathieu van der Poel | Lucinda Brand              |
| 16    | Cyclocross Tábor (Wereldbeker), Tábor                                    | CDM  | Mathieu van der Poel | Annemarie Worst            |
| 16    | Major Taylor Cross Cup #1, Indianapolis                                  | C2   | Andrew Dillman       | Clara Honsinger            |
| 16    | Supercross #1, Suffern                                                   | C2   | Curtis White         | Rebecca Fahringer          |
| 17    | KANSAI Cyclo Cross Makino Round, Takashima                               | C2   | Emil Hekele          | Miyoko Karami              |
| 17    | Cross Hittnau (EKZ CrossTour), Hittnau                                   | C1   | Marcel Meisen        | Christine Majerus          |
| 17    | 40th anniversary of the World memorial ciclocross Saccolongo, Saccolongo | C2   | Nicolas Samparisi    | Sara Casasola              |
| 17    | Flandriencross (DVV/Sack Zelfbouw), Hamme                                | C1   | Mathieu van der Poel | Annemarie Worst            |
| 17    | Major Taylor Cross Cup #2, Indianapolis                                  | C2   | Andrew Dillman       | Clara Honsinger            |
| 17    | Supercross #2, Suffern                                                   | C2   | Curtis White         | Rebecca Fahringer          |
| 23    | Rapha Supercross Nobeyama, Nobeyama                                      | C1   | Emil Hekele          | Miho Imai                  |
| 23    | Grand Prix Košice, Košice                                                | C2   | Wietse Bosmans       | Janka Keseg Števková       |
| 23    | Ambiancecross, Wachtebeke                                                | C1   | Mathieu van der Poel | Yara Kastelijn             |
| 23    | North Carolina Grand Prix #1, Hendersonville                             | C2   | Kerry Werner         | Caroline Nolan             |
| 24    | Bryksy Cross Gosciecin, Gościęcin                                        | C2   | Wietse Bosmans       | Kateřina Mudříková         |
| 24    | Duinencross (Wereldbeker), Koksijde                                      | CDM  | Mathieu van der Poel | Ceylin del Carmen Alvarado |
| 24    | Cross Pembrey (National Trophy), Pembrey                                 | C2   | Arne Vrachten        | Ffion James                |
| 24    | North Carolina Grand Prix #2, Hendersonville                             | C2   | Kerry Werner         | Hannah Arensman            |
| 30    | Cross Kolin (TOI TOI Cup), Kolín                                         | C2   | Diether Sweeck       | Pavla Havlíková            |
| 30    | Urban Cross (DVV/Sack Zelfbouw), Kortrijk                                | C2   | Mathieu van der Poel | Lucinda Brand              |
| 30    | Gran Premio Guerciotti, Milaan                                           | C2   | Sascha Weber         | Francesca Baroni           |
| 30    | Abadiñoko Udala Saria, Abadiano                                          | C2   | Gorka Izagirre       | Lucía González             |
| 30    | Ruts 'n' Guts #1, Broken Arrow                                           | C2   | Michael van den Ham  | Ellen Noble                |

#### December
| Datum | Cross                                                                    | Cat. | Winnaar mannen       | Winnaar vrouwen            |
| ----- | ------------------------------------------------------------------------ | ---- | -------------------- | -------------------------- |
| 1     | Flückiger Cross Madiswil, Madiswil                                       | C2   | Timon Rüegg          | Pavla Havlíková            |
| 1     | Zilvermeercross, Mol                                                     | C1   | Mathieu van der Poel | Laura Verdonschot          |
| 1     | International Ciclocross selle SMP-11°Trof.Cop.ed.Brugherio82, Brugherio | C2   | Jakob Dorigoni       | Sara Casasola              |
| 1     | Cyclo-cross du Mingant, Lanarvily                                        | C2   | Valentin Guillaud    | Amandine Fouquenet         |
| 1     | Cross Pontevedra, Pontevedra                                             | C2   | Ismael Esteban       | Lucía González             |
| 1     | Ruts 'n' Guts #2, Broken Arrow                                           | C2   | Lance Haidet         | Ellen Noble                |
| 7     | Cross Jabkenice (TOI TOI Cup), Jabkenice                                 | C2   | Michael Boroš        | Kateřina Nash              |
| 7     | Cyclocross Essen (Ethias Cross), Essen                                   | C1   | Quinten Hermans      | Marianne Vos               |
| 7     | Trofeo San Andrés, Ametzaga de Zuia                                      | C2   | David Menut          | Lucía González             |
| 7     | NBX Grand Prix of Cross #1, Warwick                                      | C2   | Lane Maher           | Rebecca Fahringer          |
| 7     | Resolution 'Cross Cup #1, Garland                                        | C2   | Michael van den Ham  | Maghalie Rochette          |
| 8     | Cyclocross Zonhoven (Superprestige), Zonhoven                            | C1   | Toon Aerts           | Annemarie Worst            |
| 8     | Int. Radquerfeldein GP Lambach/Stadl-Paura, Stadl-Paura                  | C2   | Braam Merlier        | Joyce Vanderbeken          |
| 8     | Cyclocross del Ponte, Treviso                                            | C2   | Vincent Baestaens    | Francesca Baroni           |
| 8     | Ziklokross Igorre, Igorre                                                | C2   | Felipe Orts          | Lucía González             |
| 8     | NBX Grand Prix of Cross #2, Warwick                                      | C2   | Lane Maher           | Rebecca Fahringer          |
| 8     | Resolution 'Cross Cup #2, Garland                                        | C2   | Michael van den Ham  | Maghalie Rochette          |
| 14    | Utsunomiya Cyclo Cross #1, Utsunomiya                                    | C2   | Emil Hekele          | Janka Keseg Števková       |
| 14    | Cross Unicov (TOI TOI Cup), Uničov                                       | C1   | Diether Sweeck       | Kateřina Nash              |
| 14    | GP Mario De Clercq (DVV/Sack Zelfbouw), Ronse                            | C1   | Toon Aerts           | Ceylin del Carmen Alvarado |
| 14    | Ciclo-cross Ciudad de Xàtiva, Xàtiva                                     | C2   | Felipe Orts          | Marianne Vos               |
| 15    | Utsunomiya Cyclo Cross #2, Utsunomiya                                    | C2   | Emil Hekele          | Janka Keseg Števková       |
| 15    | Druivencross, Overijse                                                   | C1   | Mathieu van der Poel | Annemarie Worst            |
| 15    | Cross York (National Trophy), York                                       | C2   | Gianni Siebens       | Harriet Harnden            |
| 15    | Cross Bagnoles de l'Orne (Coupe de France) Bagnoles-de-l'Orne            | C2   | David Menut          | Olivia Onesti              |
| 15    | Gran Premio Città di Vittorio Veneto, Vittorio Veneto                    | C2   | Jakob Dorigoni       | Francesca Baroni           |
| 15    | Cross Valencia, Valencia                                                 | C2   | Felipe Orts          | Lucía González             |
| 21    | Waaslandcross (Rectavit Series), Sint-Niklaas                            | C2   | Mathieu van der Poel | Sanne Cant                 |
| 22    | Citadelcross (Wereldbeker), Namen                                        | CDM  | Mathieu van der Poel | Lucinda Brand              |
| 26    | GP Eric De Vlaeminck (Wereldbeker), Heusden-Zolder                       | CDM  | Mathieu van der Poel | Lucinda Brand              |
| 26    | Pfaffnau GP Luzern, Pfaffnau                                             | C2   | Yannick Peeters      | Rebecca Gariboldi          |
| 27    | Azencross (DVV/Sack Zelfbouw), Loenhout                                  | C1   | Mathieu van der Poel | Ceylin del Carmen Alvarado |
| 29    | Cyclocross Diegem (Superprestige), Diegem                                | C1   | Mathieu van der Poel | Annemarie Worst            |
| 29    | Cyclo-cross des Crouchaux, Coulounieix-Chamiers                          | C2   | Clément Venturini    | Lucía González             |
| 30    | Silvestercyclocross (Ethias Cross), Bredene                              | C2   | Mathieu van der Poel | Sanne Cant                 |

#### Januari
| Datum | Cross                                                         | Cat. | Winnaar mannen       | Winnaar vrouwen            |
| ----- | ------------------------------------------------------------- | ---- | -------------------- | -------------------------- |
| 1     | GP Sven Nys (DVV/Sack Zelfbouw), Baal                         | C1   | Mathieu van der Poel | Ceylin del Carmen Alvarado |
| 1     | Grand Prix Garage Collé, Pétange                              | C2   | Marcel Meisen        | Shirin van Anrooij         |
| 2     | Cross Meilen (EKZ CrossTour), Meilen                          | C1   | Marcel Meisen        | Christine Majerus          |
| 4     | Cyclocross Gullegem, Gullegem                                 | C2   | Mathieu van der Poel | Ceylin del Carmen Alvarado |
| 4     | Troyes Cyclocross International, Troyes                       | C2   | Clément Venturini    | Aniek van Alphen           |
| 5     | Brussels Universities Cyclocross (DVV/Sack Zelfbouw), Brussel | C1   | Mathieu van der Poel | Ceylin del Carmen Alvarado |
| 13    | Weversmisdagcross, Otegem                                     | C2   | Mathieu van der Poel | Alicia Franck              |
| 19    | Cyclocross Nommay (Wereldbeker), Nommay                       | CDM  | Eli Iserbyt          | Annemarie Worst            |
| 19    | Grand Prix Möbel Alvisse, Leudelange                          | C2   | Wietse Bosmans       | Pauliena Rooijakkers       |
| 19    | ZAO-sama Cup Tohoku CX Series, Zaō                            | C2   | Hikaru Kosaka        | Miyoko Karami              |
| 25    | Kasteelcross, Zonnebeke                                       | C2   | Mathieu van der Poel | Christine Majerus          |
| 26    | GP Adrie van der Poel (Wereldbeker), Hoogerheide              | CDM  | Mathieu van der Poel | Lucinda Brand              |

#### Februari
| Datum | Cross                                             | Cat. | Winnaar mannen              | Winnaar vrouwen             |
| ----- | ------------------------------------------------- | ---- | --------------------------- | --------------------------- |
| 2     | Wereldkampioenschappen, Dübendorf                 | CM   | Mathieu van der Poel        | Ceylin del Carmen Alvarado  |
| 5     | Parkcross (Ethias Cross), Maldegem                | C2   | Eli Iserbyt                 | Annemarie Worst             |
| 8     | Krawatencross (DVV/Sack Zelfbouw), Lille          | C1   | Wout van Aert               | Ceylin del Carmen Alvarado  |
| 9     | Vlaamse Aardbeiencross (Superprestige), Merksplas | C2   | Afgelast wegens Storm Ciara | Afgelast wegens Storm Ciara |
| 15    | Noordzeecross (Superprestige), Middelkerke        | C1   | Laurens Sweeck              | Ceylin del Carmen Alvarado  |
| 16    | Vestingcross Hulst (Ethias Cross), Hulst          | C1   | Eli Iserbyt                 | Ceylin del Carmen Alvarado  |
| 22    | GP Leuven (Rectavit Series), Leuven               | C1   | Toon Aerts                  | Denise Betsema              |
| 23    | Internationale Sluitingsprijs, Oostmalle          | C1   | Laurens Sweeck              | Annemarie Worst             |
| 26    | Cyclocross Masters, Waregem                       | –    | Eli Iserbyt                 | Denise Betsema              |

## Kampioenen
| Land                               | Datum      | Winnaar mannen            | Winnaar vrouwen                |
| ---------------------------------- | ---------- | ------------------------- | ------------------------------ |
| Wereldkampioen ( Dübendorf)        | 02-02-2020 | Mathieu van der Poel      | Ceylin del Carmen Alvarado     |
| Europees Kampioen ( Trebaseleghe)  | 10-11-2019 | Mathieu van der Poel      | Yara Kastelijn                 |
| Pan-Amerikaans Kampioen ( Midland) | 10-11-2019 | Kerry Werner              | Maghalie Rochette              |
|                                    |            |                           |                                |
| Australië                          | 10-08-2019 | Chris Jongewaard          | Peta Mullens                   |
| België                             | 12-01-2020 | Laurens Sweeck            | Sanne Cant                     |
| Canada                             | 02-11-2019 | Michael van den Ham       | Maghalie Rochette              |
| Chili                              | 28-09-2019 | Ignacio Gallo             | Maria Fernanda Castro González |
| Duitsland                          | 11-01-2020 | Marcel Meisen             | Elisabeth Brandau              |
| Denemarken                         | 11-01-2020 | Sebastian Fini Carstensen | Caroline Bohé                  |
| Estland                            | 13-10-2019 | Markus Pajur              | Mari-Liis Mottus               |
| Frankrijk                          | 12-01-2020 | Clément Venturini         | Marion Norbert-Riberolle       |
| Groot-Brittannië                   | 12-01-2020 | Tom Pidcock               | Harriet Harnden                |
| Hongarije                          | 12-01-2020 | Balász Vas                | Kata Blanka Vas                |
| Ierland                            | 12-01-2020 | David Conroy              | Maria Larkin                   |
| Italië                             | 12-01-2020 | Jakob Dorigoni            | Eva Lechner                    |
| Japan                              | 08-12-2019 | Kohei Maeda               | Rina Matsumoto                 |
| Kroatië                            | 12-01-2020 | Viktor Potočki            | Gloria Musa                    |
| Litouwen                           | 27-10-2019 | Domas Manikas             | Vida Dolgovienė                |
| Luxemburg                          | 11-01-2020 | Lex Reichling             | Christine Majerus              |
| Nederland                          | 12-01-2020 | Mathieu van der Poel      | Ceylin del Carmen Alvarado     |
| Nieuw-Zeeland                      | 11-08-2019 | Brendon Sharratt          | Kate McIlroy                   |
| Noorwegen                          | 17-11-2019 | Søren Wærenskjold         | Mie Ottestad                   |
| Oostenrijk                         | 12-01-2020 | Daniel Federspiel         | Lisa Pasteiner                 |
| Polen                              | 12-01-2020 | Marek Konwa               | Zuzanna Krzystała              |
| Portugal                           | 12-01-2020 | Márcio Barbosa            | Ana Mafalda Sá Santos          |
| Roemenië                           | 14-12-2019 | Ede-Karoly Molnar         | Eszter Bereczki                |
| Rusland                            | 27-10-2019 | Timofei Ivanov            | Elvira Khayrullina             |
| Slowakije                          | 01-12-2019 | Matej Ulik                | Janka Keseg Števková           |
| Spanje                             | 12-01-2020 | Felipe Orts               | Lucía González Blanco          |
| Tsjechië                           | 12-01-2020 | Emil Hekele               | Pavla Havlíková                |
| Verenigde Staten                   | 15-12-2019 | Gage Hecht                | Clara Honsinger                |
| Zweden                             | 12-01-2020 | Emil Lindgren             | Åsa-Maria Erlandsson           |
| Zwitserland                        | 12-01-2020 | Lars Forster              | Zina Bahroumi                  |

## Statistieken

### Meeste overwinningen

#### Mannen elite
| Aantal | Renner               |
| ------ | -------------------- |
| 24     | Mathieu van der Poel |
| 10     | Eli Iserbyt          |
| 9      | Curtis White         |
| 9      | Felipe Orts          |
| 8      | Kerry Werner         |
| 7      | Emil Hekele          |
| 6      | Laurens Sweeck       |
| 6      | Marcel Meisen        |

#### Vrouwen elite
| Aantal | Renster                    |
| ------ | -------------------------- |
| 16     | Ceylin del Carmen Alvarado |
| 12     | Maghalie Rochette          |
| 12     | Lucía González             |
| 11     | Annemarie Worst            |
| 10     | Rebecca Fahringer          |
| 8      | Pavla Havlikova            |
| 5      | Clara Honsinger            |
| 5      | Lucinda Brand              |

### Meest gereden crossen

#### Mannen elite
| Aantal | Renner                 |
| ------ | ---------------------- |
| 40     | Jim Aernouts           |
| 39     | Felipe Orts            |
| 39     | Dieter Vanthourenhout  |
| 38     | Thijs Aerts            |
| 38     | Tom Meeusen            |
| 37     | Corné van Kessel       |
| 37     | Eli Iserbyt            |
| 36     | Jens Adams             |
| 36     | Michael Vanthourenhout |
| 36     | Kerry Werner           |
| 36     | Laurens Sweeck         |

#### Vrouwen elite
| Aantal | Renster                  |
| ------ | ------------------------ |
| 46     | Ellen Van Loy            |
| 40     | Loes Sels                |
| 39     | Marion Norbert-Riberolle |
| 39     | Joyce Vanderbeken        |
| 38     | Karen Verhestraeten      |
| 36     | Rebecca Fahringer        |
| 35     | Laura Verdonschot        |
| 34     | Emily Werner             |
| 34     | Alicia Franck            |
| 33     | Annemarie Worst          |
| 33     | Sanne Cant               |

### Prijzengeld per renner

#### Mannen top 10[5]
| Nr. | Renner                 | Wereldbeker | DVV Trofee | Superprestige | Losse crossen | Nat. K. | EK      | WK      | Totaal    |
| --- | ---------------------- | ----------- | ---------- | ------------- | ------------- | ------- | ------- | ------- | --------- |
| 1.  | Eli Iserbyt            | € 48.200    | € 32.295   | € 22.820      | € 2.965       | € 1.300 | € 800   |         | € 108.380 |
| 2.  | Toon Aerts             | € 57.300    | € 3.535    | € 9.395       | € 4.010       | € 1.000 |         | € 2.000 | € 77.245  |
| 3.  | Laurens Sweeck         | € 33.000    | € 2.235    | € 33.870      | € 4.495       | € 2.300 | € 600   |         | € 76.500  |
| 4.  | Mathieu van der Poel   | € 33.000    | € 16.450   | € 2.800       | € 7.350       |         | € 1.400 | € 5.000 | € 66.000  |
| 5.  | Michael Vanthourenhout | € 36.300    | € 17.350   | € 3.000       | € 2.055       | € 500   |         |         | € 59.205  |
| 6.  | Lars van der Haar      | € 31.150    | € 5.535    | € 12.465      | € 1.760       |         |         |         | € 50.510  |
| 7.  | Quinten Hermans        | € 26.800    | € 970      | € 6.060       | € 3.925       | € 100   |         |         | € 37.855  |
| 8.  | Corné van Kessel       | € 25.200    | € 7.120    | € 3.070       | € 1.180       |         |         |         | € 37.570  |
| 9.  | Gianni Vermeersch      | € 20.050    | € 650      | € 680         | € 2.375       | € 550   |         |         | € 26.305  |
| 10. | Tim Merlier            | € 13.600    | € 4.940    | € 885         | € 1.500       | € 850   |         |         | € 21.775  |

#### Vrouwen top 10
| Nr. | Renster                    | Wereldbeker | DVV Trofee | Superprestige | Losse crossen | Nat. K. | EK      | WK      | Totaal    |
| --- | -------------------------- | ----------- | ---------- | ------------- | ------------- | ------- | ------- | ------- | --------- |
| 1.  | Ceylin del Carmen Alvarado | € 42.950    | € 35.430   | € 40.220      | € 2.570       |         | € 700   | € 5.000 | € 126.870 |
| 2.  | Annemarie Worst            | € 55.900    | € 20.400   | € 14.030      | € 5.470       |         | € 600   | € 3.000 | € 99.400  |
| 3.  | Yara Kastelijn             | € 14.700    | € 12.980   | € 21.535      | € 1.940       |         | € 1.400 |         | € 52.555  |
| 4.  | Lucinda Brand              | € 30.200    | € 1.070    | € 0           | € 2.120       |         |         | € 2.000 | € 35.390  |
| 5.  | Kateřina Nash              | € 27.550    | € 0        | € 0           | € 2.660       |         |         |         | € 30.210  |
| 6.  | Inge van der Heijden       | € 23.400    | € 465      | € 4.275       | € 1.800       |         |         |         | € 29.940  |
| 7.  | Maghalie Rochette          | € 19.400    | € 50       | € 150         | € 6.375       |         |         |         | € 25.975  |
| 8.  | Sanne Cant                 | € 8.050     | € 6.705    | € 6.240       | € 2.435       | € 2.300 |         |         | € 25.730  |
| 9.  | Eva Lechner                | € 11.750    | € 6.640    | € 3.940       | € 545         |         |         |         | € 22.875  |
| 10. | Katherine Compton          | € 17.550    | € 3.045    | € 580         | € 1.455       |         |         |         | € 22.630  |

1982-1983 · 
1983-1984 · 
1984-1985 · 
1985-1986 · 
1986-1987 · 
1987-1988 · 
1988-1989 · 
1989-1990 · 
1990-1991 · 
1991-1992 · 
1992-1993 · 
1993-1994 · 
1994-1995 · 
1995-1996 · 
1996-1997 · 
1997-1998 · 
1998-1999 · 
1999-2000 · 
2000-2001 · 
2001-2002 · 
2002-2003 · 
2003-2004 · 
2004-2005 · 
2005-2006 · 
2006-2007 · 
2007-2008 · 
2008-2009 · 
2009-2010 · 
2010-2011 · 
2011-2012 · 
2012-2013 · 
2013-2014 · 
2014-2015 · 
2015-2016 · 
2016-2017 · 
2017-2018 · 
2018-2019 · 
2019-2020 · 
2020-2021 · 
2021-2022 · 
2022-2023 ·
2023-2024 ·
2024-2025
Kampioenschappen:  Wereldkampioenschappen ·
 Europese kampioenschappen ·
 Belgische kampioenschappen ·
 Nederlandse kampioenschappen
Klassementen:  Wereldbeker ·
 Superprestige ·
 DVV Verzekeringen/IJsboerke Trofee ·
 EKZ CrossTour ·
 TOI TOI Cup ·
 Coupe de France ·
 Copa de España ·
 New England Series
Overig:  Ethias Cross ·
 Rectavit Series
Geen UCI-cat.:  Giro d'Italia Ciclocross